# Cadillac XLR
El Cadillac XLR es un descapotable comercializado por la división Cadillac de General Motors y construido en Bowling Green, Kentucky. Basado sobre la plataforma Y compartida con el Chevrolet Corvette y sobre el prototipo que había sido presentado como Cadillac Evoq de 1999.

## Historia
En 2003, en el Salón del Automóvil de Detroit se presentó el Concept Car del XLR, un año antes del inicio de producción de este modelo, el nuevo descapotable de la firma americana se caracterizó por tener un estilo bastante diferente al de su predecesor, el Allanté, diseñado por Pininfarina y que había desaparecido justo 10 años antes del lanzamiento de este nuevo modelo.
El XLR ofrece como equipamiento estándar calentado y enfriado de los asientos de cuero, madera en el interior, acceso remoto sin llave, llantas de aleación de 18 pulgadas, airbags laterales y también navegación, audio, sistema de DVD con un panel de 7 pulgadas. El techo es construido de aluminio (es decir, de peso ligero) y está fabricado por Top Car Systems, una empresa alemana que había estado bajo Porsche y Mercedes-Benz aunque actualmente estaba bajo el grupo Magna.
El motor estándar es un bloque V8 de 4.6 litros que desarrolla una potencia de 325 CV y 420 Nm de par máximo. La variante XLR-V, la cual había salido 2 años después del lanzamiento de este modelo, empleaba 450 CV dada por la instalación de un compresor volumétrico, usando la versión sobrealimentada del motor Northstar V8, con el mismo equipo de frenos del paquete opcional Z51 del Corvette, y ruedas de 19 pulgadas a diferencia de las 18 que llevaba la versión estándar. A nivel de materiales, el habitáculo era bastante espacioso no muy común en los automóviles biplaza y entre el equipamiento cabe destacar el lector de DVD y el sistema de control de crucero activo con radar, siendo la primera vez que la firma empleaba este sistema.
El XLR fue nominado para el Automóvil del Año de América del Norte en el año 2004.
Para el año 2009, al XLR se le añadió un nuevo frontal, nueva trasera y nuevos guardabarros laterales. Dentro, alcantara —una gamuza de microfibra— se añadió a la cabeza. El interior añade un nuevo conjunto de instrumentos, nuevos asientos y salpicadero de madera. 
Un portavoz de Cadillac ha confirmado que la producción del XLR finalizó en la primavera de 2009. En España la versión estándar de 325 CV 92 175 euros, y la versión XLR-V subía a unos 96 675 euros. No tuvo un buen éxito comercial en suelo europeo, al igual que el Cadillac BLS, también en gran medida por la brutal competencia alemana que tenía este modelo deportivo, el Mercedes-Benz Clase SL o el Porsche Boxster. En total se ensamblaron 15 460 unidades en comparación a las 21 430 unidades producidas del Allanté entre los años 1987 y 1993, y la brutal diferencia a las más de 215 000 del Corvette C6 que habían sido ensambladas en la misma fábrica que este modelo.